# Hacienda de Dzoyaxché

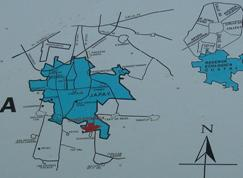
Ubicación de la Hacienda.

La hacienda de Dzoyaxché se encuentra ubicada dentro de la reserva ecológica de Cuxtal en el estado de Yucatán, México, en los límites del municipio de Mérida.
La reserva fue decretada el 28 de junio de 1993, como una zona sujeta a conservación ecológica con una extensión de 10,757 ha, dentro de las cuales se encuentran incluidas 2 comisarías: Molas y Dzununcán; así como 7 subcomisarias: Sta. Cruz Palomeque, Xmatkuil, San Ignacio Tesip, San Pedro Chimay, Tahdzibichén, Dzoyaxché y Haunxectaman, de las que destacan 7 cascos de hacienda.

## Toponimia
Dzoyaxché, palabra en lengua maya que significa palo delgado y verde.

## La hacienda
El casco propiamente de la vieja hacienda henequenera de Dzoyaxché data del siglo XIX y está localizado junto al cenote. Su primer dueño fue don Francisco Arredondo. Su santo patrono es San Nicolás de Tolentino el cual es venerado el 10 de septiembre cuando se realiza la fiesta del pueblo.
La finca rústica cuenta con una población aproximada de 400 habitantes dependen económicamente de los servicios que prestan en la ciudad de Mérida. Una minoría de esta población depende de la agricultura.

## La reserva
Dentro de la extensión de la reserva se encuentra el sistema de captación de agua más importante del estado de Yucatán y que abastece el 40% del consumo del líquido a la ciudad de Mérida (planta potabilizadora Mérida I de la Junta de Agua Potable y Alcantarillado de Yucatán).
La vegetación de la reserva es considerada como selva baja caducifolia en diferentes etapas de regeneración; entre la fauna más característica que podemos encontrar están el pizot, armadillo, el venado cola blanca, del cual existe un criadero en Dzoyaxché, así como gran variedad de reptiles y de aves.